# Краб (підводний човен)
| «Краб»                     | «Краб»                       | «Краб»                       |
| -------------------------- | ---------------------------- | ---------------------------- |
|                            |                              |                              |
|                            |                              |                              |
|                            |                              |                              |
| Порт приписки              | Севастополь                  | Севастополь                  |
| Спуск на воду              | 12 серпня 1912               | 12 серпня 1912               |
| Виведений зі складу флоту  | Затоплений 26 квітня 1919    | Затоплений 26 квітня 1919    |
| Проєкт                     |                              |                              |
| Головний конструктор       | Нальотов Михайло Петрович    | Нальотов Михайло Петрович    |
| Основні характеристики     |                              |                              |
| Гранична глибина занурення | 50 м                         | 50 м                         |
| Автономність плавання      | 2500 миль, 30 миль під водою | 2500 миль, 30 миль під водою |
| Розміри                    |                              |                              |
| Довжина найбільша (по КВЛ) | 53 м                         | 53 м                         |
| Ширина корпусу найб.       | 4,3 м                        | 4,3 м                        |
| Середня осадка (по КВЛ)    | 4 м                          | 4 м                          |
| Озброєння                  |                              |                              |

Підводний човен «Краб» — перший у світі спеціалізований підводний човен для встановлення під водою мінних загороджень. Збудований на Миколаївському суднобудівному заводі «Наваль» за проєктом конструктора Михайла Нальотова, який з 1904 працював над створенням такого типу човнів. Активну участь у розробленні робочих креслень човна взяв фахіець у галузі суднобудування Степан Тимофійович Каменський. Був спущений на воду 12 серпня 1912 року, входив до складу Чорноморського флоту.
Мав довжину 53 м, ширину 4,3 м, осадку 4 м, міг зануритися під воду на глибину до 50 м, пропливти по воді 2500 миль, під водою — 30, здатен був транспортувати 60 мін і кілька торпед.
Перший бойовий похід здійснив під час Першої світової війни — 25 червня 1915 року з 58 мінами і 4 торпедами у супроводі підводних човнів «Морж», «Нерпа» і «Тюлень» вийшов у напрямку Босфору і через 2 дні виставив мінну загорожу в районі маяків Анатолі-фенер і Румелі-фенер. Загорожа невдовзі була виявлена турецьким флотом по мінах, що піднялися на поверхню, проте на одній з виставлених мін підірвався турецький канонірський човен «Іса-Рейс».
Друге виставлення мін було здійснено в тому самому районі 18 червня 1916, третє — 1 вересня 1916. Після цього човен поставили на ремонт до майстерень Севастопольського порту. У період австро-німецьких військ контролю над територією України 1918 човен потрапив у підпорядкування Німецького морського командування командування, а після висадки в Криму англо-французьких військ — морського командування Антанти.
26 квітня 1919 року після отримання пробоїни човен був затоплений на зовнішньому рейді Севастопольської бухти. Знайдений 1934 під час проведення підготовчих робіт з підйому підводного човна «Кит». У жовтні 1935 припіднятий із дна і заведений у Стрілецьку бухту, а через місяць — повністю піднятий на поверхню. Михайло Налетов розробив проєкт його відновлення і модернізації, але проєкт відхилили і човен здали на брухт.